# All or Nothing (альбом Джея Шона)
All or Nothing — третий студийный альбом британского R&B-певца Джея Шона, выпущенный в США 23 ноября 2009 года на лейблах Cash Money Records и Universal Republic в качестве международного дебютного альбома певца, а неделю спустя, 30 ноября 2009 года, на лейблах Jayded Records и 2Point9 Records. Альбом также был выпущен на международных рынках в декабре 2009 года.
Альбому предшествовал лид-сингл «Down» с участием рэпера Лила Уэйна, который имел успех в США 30 июня 2009 года и в конечном итоге достиг первого места 17 октября 2009 года. Песня также стала самой высокой записью Шона в британском чарте, заняв третью строчку. После выхода альбома «Do You Remember» была выпущена в качестве второго сингла и в январе 2010 года достигла десятого места в США, что впоследствии сделало его первым исполнителем-мужчиной за семь лет, чьи первые два сингла одновременно попали в хит-парад Hot 100.
Согласно сводному сайту музыкальных обзоров Metacritic, альбом получил смешанные отзывы критиков, которые поставили альбому 59/100. Несмотря на успех с двумя лидирующими синглами с альбома, сам альбом дебютировал только на 37-й строчке в американском чарте альбомов Billboard 200. Это также была его самая низкая позиция в UK Albums Chart, дебютировав там на 62-й строчке. Несмотря на это, он стал его самым высокооплачиваемым альбомом в Японии, заняв 11-ю строчку в чарте альбомов Oricon.

## Информация об альбоме
Джей Шон активно работает на рынках Британской Азии и глобальной Южной Азии с 2003 года, а в 2008 году выпустил свой второй студийный альбом «My Own Way» по всей Европе и Азии независимо на собственном лейбле Jayded Records. Успех с синглами R&B /urban, такими как «Ride It» и «Maybe», позволил ему часто появляться в британском R&B-чарте. В конце концов, этот успех привлёк внимание Рональда «Слима» Уильямса, генерального директора Cash Money Records, который сказал: «Десять миллионов просмотров, и этот парень не в Америке? Я хочу помочь этому парню, и ему нужен наш движок, то есть Cash Money Records, чтобы вывести его на новый уровень».
15 октября 2008 года на MOBO Awards Шон объявил, что подписал контракт с американским звукозаписывающим лейблом. Он объяснил: «Для меня всегда было мечтой подписать контракт с американским лейблом. И это здорово, что тебя принимают лучшие в игре».
Что касается названия альбома, в феврале 2010 года у Шона взял интервью писатель Пит Льюис из отмеченного наградами «Blues & Soul». Шон прокомментировал это так: «Я ничего не делаю наполовину, потому что в этом нет смысла! Поэтому я не хочу посредственности. Я хочу быть лучшим, кем я могу быть. Я хочу всего этого. И именно об этом название и тема этого альбома!»

## Запись и создание альбома
После подписания контракта с Cash Money Шон объявил в интервью MTV IGGY, что он записывает пять новых песен для альбома. Первоначальные сообщения предполагали, что ремикс был выпущен на его сингл «Tonight» совместно с Лилом Уэйном, поскольку звукозаписывающий лейбл намеревался использовать песню для представления Шона американскому рынку. Однако это оказалось необоснованным слухом, и вместо этого «Down» была объявлена в качестве ведущего сингла с альбома.
Первоначально предполагалось, что альбом выйдет летом 2009 года, затем была подтверждена дата релиза в октябре, однако была подтверждена окончательная дата релиза — 23 ноября 2009 года. Более позднее объявление подтвердило, что был записан совершенно новый набор песен, в некоторых из которых будут участвовать другие исполнители из списка Cash Money Records.
Он обсуждал возможное сотрудничество с Эйконом во время вручения премии Грэмми в 2009 году и записал песню с Надин Койл из Girls Aloud и ещё одну с Кейшей Бьюкенен из Sugababes. 28 октября 2009 года Шон опубликовал в Twitter сообщение, в котором упоминалось о сотрудничестве с легендарным британским исполнителем. Позже он подтвердил, что исполнителем будет Крейг Дэвид, который будет исполнять песню с предыдущего альбома.
Он также был в студии со звукорежиссёрами Jive Records Ливви Франк и Джаредом Коттером, которые писали новые песни, а также с коллегой по лейблу Кевином Рудольфом. Позже было подтверждено, что песня с участием Кевина Рудольфа называется «I Made It (Cash Money Heroes)» и выпущена в качестве первого сингла со второго альбома Рудольфа; а также является лейтмотивом предстоящей WWE pay-per-view WrestleMania XXVI. До выхода альбома было подтверждено, что в «Down» будет участвовать Лил Уэйн, остальные треки в списке неизвестны. Шон описал «Down» как «весёлый, очень легкий трек, который можно прокачать в своей машине или послушать в клубах». Другая песня, «War», о том, что «борьба с кем бы то ни было, будь то твоя девушка, семья или другая страна, никогда ничего не решала, песня о реальной жизни». Шон также подтвердил появление Дрейка в «If I Ain’t Got You». К сожалению, Дрейк не смог записаться, и второй сингл был заменен на «Do You Remember».

## Выпуск и продвижение
Джей Шон выпустил подарочное издание «My Own Way» исключительно в Великобритании, и первоначально подарочное издание планировалось выпустить в США, но руководители Cash Money Records настояли на выпуске на новом альбоме". Альбом содержит микс нового материала и песен с предыдущего студийного альбома Шона «My Own Way», в частности синглов «Ride It» и «Stay» вместе с «Cry» и заглавным треком альбома «All or Nothing». Также представлена новая ремикшированная версия «Stuck in the Middle» с новым вокалом от Шона и Джареда Коттеров, а для британского издания была спродюсирована новая версия с Крейгом Дэвидом.
Его пригласили выступить с Джастином Тимберлейком на «Концерте Джастина Тимберлейка и друзей в пользу детских больниц Shriners» 17 октября 2009 года, где он исполнил акустическую версию «Down». Среди других артистов, выступавших там, были Тейлор Свифт и Алисия Киз. Это стало одним из самых высокооплачиваемых благотворительных мероприятий года, собрав более 9 миллионов долларов. 11 декабря 2009 года Шон стал первым артистом южноазиатского происхождения со времён Фредди Меркьюри, выступившим в Madison Square Garden в рамках концерта Jingle Ball вместе с другим британским битбоксером MC Зани. На выступлении Шона «танцевала вся толпа — родители и дети, подростки и двадцатилетние». Джей Шон вернулся к своим корням 14 февраля 2010 года, готовясь провести День Святого Валентина на лондонской «Уэмбли Арене» вместе с американской R&B-звездой Ни-Йо.

### Организация вечеринок
Джей Шон устроил вечеринку в честь презентации альбома в Royal Exchange, Лондон. Шон вместе со своей семьёй и Cash Money Records были в Лондоне, чтобы отпраздновать знаменательную дату. Поп-исполнительница Рианна вошла в здание. Алеша Диксон, Александра Берк и Крейг Дэвид тоже были на вечеринке. Через неделю после вечеринки в Лондоне Джей Шон устроил презентацию альбома в Голливуде, Лос-Анджелес, на которой присутствовали танцор Шон Пол и рэпер Дрейк, чтобы поддержать Шона.

### Тур
Джей Шон отправился в небольшое турне по продвижению альбома.

### Синглы
«Down» была выбрана в качестве ведущего сингла для альбома. Она была выпущена на радиостанциях США 31 мая 2009 года и была официально выпущена на iTunes 30 июня 2009 года. Песня дебютировала на 72-й строчке в Billboard Hot 100, прежде чем начала подниматься в чарте. После нескольких недель пребывания в пятёрке лучших, «Down» занял первое место, обогнав рекордный сингл The Black Eyed Peas «I Gotta Feeling». «Down» является седьмой самой продаваемой песней 2009 года, было продано более трёх миллионов цифровых копий только в США и шесть миллионов копий по всему миру. Он также получил большой эфирный тираж в два миллиарда просмотров слушателей на радио по всему миру. Песня также вошла в топ-3 UK Singles Chart, став самым высокооплачиваемым синглом Шона на сегодняшний день. «Down» — третий хит Шона из топ-10 и шестой из топ-20 в его родной стране.
Во втором сингле альбома «Do You Remember» фигурирует Шон Пол с дополнительным участием от Лил Джона. Сингл был выпущен на радиостанциях США 20 октября 2009 года и выпущен в цифровом виде на iTunes 2 ноября 2009 года. Он также вошёл в первую десятку чарта Hot 100 в конце недели 9 января 2010 года. На той же неделе «Down» также был на 7-й строчке, таким образом удвоив присутствие Шона в первой десятке. Как и первый сингл, «Do You Remember» также разошёлся тиражом более миллиона копий в США.

## Позиции

### Позиции в чартах
За первую неделю продажи All or Nothing в США составили 32 000 копий. Альбом дебютировал на 37-й строчке в Billboard 200 и на 22-й в чарте цифровых альбомов. На следующей неделе он опустился до 87-й строчки в Billboard 200, продав более 13 000 копий. По состоянию на 5 августа 2013 года в США было продано более 225 000 копий альбома.
В Великобритании, где альбом был выпущен независимо лейблом Jayded Records, он дебютировал на 62-й строчке в UK Albums Chart, на 11-й строчке в UK R&B Chart, и на 2-й строчке в UK Indie Albums Chart. На сегодняшний день это его самый низкий альбом в чартах Великобритании, во многом из-за того, что многие из его треков уже были доступны в Великобритании как часть его предыдущего альбома My Own Way. Три песни из «All or Nothing», которые не были выпущены в качестве официальных синглов в Великобритании, вошли в UK Indie Singles Chart независимо друг от друга, на основе загрузок с альбома, в неделю релиза: «Do You Remember» на #6, «Far Away» (с участием Кайши Бьюкенен) под номером 16, а «Stuck in the Middle» (с участием Крейга Дэвида) под номером 20. «Ride It» также вновь вошла в британский чарт инди-синглов на 24-м месте, основываясь на загрузках с альбома «All or Nothing».
В Австралии альбом достиг 67-й строчки в ARIA Australian Albums Chart за неделю, закончившуюся 15 февраля 2010 года. В Японии альбом дебютировал в японском чарте альбомов Oricon на 13-й строчке за неделю, датированную 1 марта 2010 года. На следующей неделе, датированный 8 марта 2010 года, он поднялся до 11-го места, что сделало его альбомом Шона, занявшим самое высокое место в японских чартах.

### Критика
Альбом получил смешанные отзывы на Metacritic, набрав 59 баллов из 100 на основе 5 рецензий. В Северной Америке Billboard поставил альбому 72 балла из 100, придя к выводу, что «как говорится: если что-то не сломано, не чини это». Дэвид Джеффрис из Allmusic поставил альбому 3,5 звезды из 5, заявив, что «All or Nothing — сильный дебют в США для этого певца в стиле Эйкона, встречающегося с Крисом Брауном, который использует в своих интересах его обходительный бэк-каталог и новые модные возможности, которые теперь доступны с помощью Cash Money». DesiHits дали альбому 4 звезды из 5, заявив, что «Плавный вокал Джея Шона и эмоциональная лирика делают его альбом приятным для всех». Spartanburg Herald-Journal, принадлежащий компании New York Times, также дал альбому в основном положительный отзыв, заявив, что «Шон демонстрирует талант к гармоничному R&B, который, несомненно, продолжит успех, которого он уже достиг». В Нидерландах FOK! также дали альбому положительный отзыв, присвоив ему оценку 4 звезды из 5.
В Великобритании Кэролайн Салливан из The Guardian поставила альбому 3 звезды из 5, заявив: «Единственными признаками британства являются драм-н-бейс-основы If I Ain’t Got You и дуэт с экс-участницей Sugababes Кейшей Бьюкенен на Far Away — исполнение настолько скучное, что это могло быть только у двух британцев. Сотрудничество с Крейгом Дэвидом, застрявшим посередине, гораздо энергичнее. Остальное — глянцевый, супер-запоминающийся R&B, который должен окончательно утвердить его в Великобритании». Нил Маккормик из The Telegraph также поставил альбому 3 звезды из 5, заявив: «Вы не найдёте никаких свидетельств его лондонского или Панджаби уходит корнями в шаблонный третий альбом Джея Шона, но его изящный R’n’B поп сделал его, возможно, самым успешным британским городским исполнителем за всю историю. Его сингл Down возглавил чарты США в этом году. Шон специализируется на лаконичных, мелодичных, романтических песнях, исполняемых чистым, сладким голосом на струящемся синтетическом фоне. Мягкий, но эффективный». Майк Дайвер из BBC Music заявил, что альбом является мейнстримом, «отточенным, покоряющим чарты делом», напоминающим «гладкий RnB/соул многочисленных американских поп-звёзд», но что он отделен от его британско-азиатского андеграунда roots (наряду с проектом Rishi Rich), который характеризовал его дебютный альбом Me Against Myself (2004) и, в гораздо меньшей степени, его второй альбом My Own Way (2008).

## Список песен
| №   | Название                                            | Producer(s)                                 | Длительность |
| --- | --------------------------------------------------- | ------------------------------------------- | ------------ |
| 1.  | «Do You»                                            | J-Remy & Bobby Bass                         | 4:05         |
| 2.  | «Fire»                                              | J-Remy & Bobby Bass                         | 3:20         |
| 3.  | «Down» (featuring Lil Wayne)                        | J-Remy & Bobby Bass                         | 3:32         |
| 4.  | «Do You Remember» (featuring Sean Paul and Lil Jon) | J-Remy & Bobby Bass                         | 3:31         |
| 5.  | «Ride It»                                           | Alan Sampson                                | 3:01         |
| 6.  | «Love Like This (Eternity)»                         | J-Remy & Bobby Bass                         | 3:38         |
| 7.  | «If I Ain't Got You»                                | J-Remy & Bobby Bass                         | 3:18         |
| 8.  | «War»                                               | J-Remy & Bobby Bass                         | 3:45         |
| 9.  | «Cry»                                               | J-Remy & Bobby Bass                         | 4:35         |
| 10. | «All or Nothing»                                    | J-Remy & Bobby Bass                         | 4:23         |
| 11. | «Stuck in the Middle» (featuring Jared Cotter)      | J-Remy & Bobby Bass, Jay Sean, Jared Cotter | 3:37         |
| 12. | «Stay»                                              | Alan Sampson                                | 3:39         |
| 13. | «Lights Off»                                        | J-Remy & Bobby Bass                         | 4:13         |
| 14. | «Down» (Candle Light Remix)                         | J-Remy & Bobby Bass                         | 3:15         |

| №   | Название                                         | Producer(s)         | Длительность |
| --- | ------------------------------------------------ | ------------------- | ------------ |
| 15. | «Down» (featuring Lil Wayne; Jason Nevins Remix) | J-Remy & Bobby Bass | 3:39         |

| №   | Название                                            | Producer(s)                                 | Длительность |
| --- | --------------------------------------------------- | ------------------------------------------- | ------------ |
| 1.  | «Down» (featuring Lil Wayne)                        | J-Remy & Bobby Bass                         | 3:32         |
| 2.  | «Fire»                                              | J-Remy & Bobby Bass                         | 3:20         |
| 3.  | «Do You Remember» (featuring Sean Paul and Lil Jon) | J-Remy & Bobby Bass                         | 3:31         |
| 4.  | «Love Like This (Eternity)»                         | J-Remy & Bobby Bass                         | 3:39         |
| 5.  | «Do You»                                            | J-Remy & Bobby Bass                         | 4:04         |
| 6.  | «War»                                               | J-Remy & Bobby Bass                         | 3:45         |
| 7.  | «If I Ain't Got You»                                | J-Remy & Bobby Bass                         | 3:19         |
| 8.  | «Ride It»                                           | Alan Sampson                                | 3:00         |
| 9.  | «Far Away» (featuring Keisha Buchanan)              | Alan Sampson                                | 3:32         |
| 10. | «Stuck in the Middle» (featuring Craig David)       | J-Remy & Bobby Bass, Jay Sean, Jared Cotter | 3:36         |
| 11. | «Lights Off»                                        | J-Remy & Bobby Bass                         | 4:13         |
| 12. | «All or Nothing»                                    | J-Remy & Bobby Bass                         | 4:22         |
| 13. | «Stay»                                              | Jay Sean & Alan Sampson                     | 3:38         |
| 14. | «Cry»                                               | J-Remy & Bobby Bass, Jay Sean               | 4:36         |

| №   | Название                                                                  | Producer(s)         | Длительность |
| --- | ------------------------------------------------------------------------- | ------------------- | ------------ |
| 15. | «Down» (Candle Light Remix)                                               | J-Remy & Bobby Bass | 3:15         |
| 16. | «Stay» (Boy Better Know Mix; featuring Chipmunk, Skepta, Frisco & Jammer) | Alan Sampson        | 3:37         |

| №   | Название                                         | Producer(s)         | Длительность |
| --- | ------------------------------------------------ | ------------------- | ------------ |
| 15. | «I'm Gone»                                       | J-Remy & Bobby Bass | 3:15         |
| 16. | «Walking Alone»                                  | Stargate            | 3:37         |
| 17. | «Down» (Candle Light Remix)                      | J-Remy & Bobby Bass | 3:15         |
| 18. | «Down» (featuring Lil Wayne; Jason Nevins Remix) | J-Remy & Bobby Bass | 3:39         |

## Чарты

### Чарты недели
| Чарт (2009—2010)                             | Позиция |
| -------------------------------------------- | ------- |
| Australian Albums (ARIA)                     | 67      |
| Бельгия/Фландрия (Ultratop)                  | 85      |
| Франция (SNEP)                               | 168     |
| Japanese Albums (Oricon)                     | 37      |
| Великобритания (UK Albums Chart)             | 62      |
| Великобритания (UK Independent Albums Chart) | 2       |
| Великобритания (UK R&B Albums Chart)         | 11      |
| США (Billboard 200)                          | 37      |

### Итоговые чарты
| Чарт (2010)       | Позиция |
| ----------------- | ------- |
| США Billboard 200 | 182     |

## История выхода
| Страна         | Дата            | Лейбл                                  | Каталог   |
| -------------- | --------------- | -------------------------------------- | --------- |
| США            | 23 ноября 2009  | Cash Money Records, Universal Republic | 001368302 |
| Канада         | 23 ноября 2009  | Cash Money Records, Universal Republic | 001368302 |
| Великобритания | 30 ноября 2009  | Jayded Records, 2Point9 Records        |           |
| Япония         | 17 февраля 2010 | Universal Music Group                  |           |
| Разные         | 28 февраля 2010 | Universal Music Group                  |           |